# وسیله اپورا
وسیله اپورا (انگلیسی: Vasile Oprea؛ زادهٔ ۳ march ۱۹۵۷ (۶۸ سال)) ورزشکار هندبال اهل رومانی است.
وی در مسابقات کشوری و بین‌المللی در مجموع برندهٔ ۱ مدال برنز شده‌است.